# Izduvni sistem
Izduvni sistem motornog vozila ili kolokvijalno auspuh (iskvareno  ) ima ulogu odvođenja otrovnih gasova koji nastaju prilikom sagorevanja goriva u motoru sa unutrašnjim sagorevanjem, njihovog hlađenja i prigušivanja buke motora.
Najčešće se se sastoji od izduvne grane, izduvne cevi i jednog ili dva izduvna lonca, a kod modernijih vozila može imati još i katalitički konvertor. „Ve” motori, pogotovo oni sa većim brojem cilindara, mogu imati dve izduvne grane i dvostruki izduvni sistem.
Nakon sagorevanja goriva u motoru, stvara se smeša gasova koja se sastoji uglavnom od ugljovodonika (nesagorelo gorivo), ugljen-monoksida, ugljen-dioksida, oksida azota, fosfora, tragova teških metala kao što su olovo ili molibden i drugih materija. Sve ove materije su u gasovitom stanju, pod visokim pritiskom i visoke temperature.
Izduvni gasovi ulaze direktno u izduvnu granu, koja ih iz više cilindara sprovodi u jednu izduvnu cev. Izduvna grana se iz razumljivih razloga mora praviti od materijala koji je sposoban da izdrži visok pritisak i temperaturu. Zato je kod automobila najčešće izrađena od livenog gvožđa, čelika ili otpornih legura, a u novije vreme i od posebnih plastičnih masa.
Kod novijih automobila, odmah nakon izlaska iz motora, gasovi sagorevanja ulaze u katalitički konvertor. Katalitički konvertor je komora sa velikim brojem mrežica izrađenih pomoću keramičkih kalupa, prevučenih raznim metalima kao što su platina, paladijum, rodijum i zlato koji služe kao katalizatori u procesu sagorevanja. Za izradu se koristi keramika, jer je njena specifična površina veoma velika, a površina unutrašnjosti katalitičkog konvertora se može uporediti sa veličinom aerodromske piste. Katalitički konvertor deluje tako što vrši katalitičko sagorevanje preostalih ugljovodonika, a okside azota redukuje na elementarni azot. Nakon katalizatora, izduvni gasovi prolaze kroz izduvni lonac u kome se hlade i ispuštaju u atmosferu.

## Literatura
- Wilfried Staudt. Handbuch Fahrzeugtechnik Band 1. ISBN 978-3-427-04520-5. 1. izdanje, Bildungsverlag EINS, Troisdorf, 2005.
- Peter Gerigk, Detlev Bruhn, Dietmar Danner. Kraftfahrzeugtechnik. ISBN 978-3-14-221500-6. 3. izdanje, Westermann Schulbuchverlag GmbH, Braunschweig, 2000.
- Max Bohner, Richard Fischer, Rolf Gscheidle. Fachkunde Kraftfahrzeugtechnik. ISBN 978-3-8085-2067-3. 27. izdanje, Verlag Europa-Lehrmittel, Haan-Gruiten, 2001.
- Peter A. Wellers, Hermann Strobel, Erich Auch-Schwelk: Fachkunde Fahrzeugtechnik. ISBN 978-3-7782-3520-1. 5. izdanje, Holland+Josenhans Verlag, Stuttgart, 1997.